# Майкл Рід Барратт
Майкл Рід Барратт (англ. Michael Reed Barratt; нар. 16 квітня 1959, Ванкувер) — американський лікар і астронавт НАСА. Учасник 19-го і 20-го довготривалих екіпажів  Міжнародної космічної станції.

## Біографія
Майкл Барратт народився 16 квітня 1959 року в Ванкувері, штат Вашингтон. Дитинство провів у Кемесі, округ  Кларк (штат Вашингтон), який вважає рідним містом. В 1977 року в після закінчення школи, Майкл надходить в Вашингтонський університет, де в 1981 році у отримує ступінь бакалавра по зоології.
В 1985 році у Барратт отримує ступінь доктора медицини в Північно-західному університеті (Іллінойс). У цьому ж університеті Майкл стажувався з медицини внутрішніх органів аж до 1988 р. Потім, до 1989 року, Барратт працює головним спеціалістом в госпіталі ветеранів (англ. Veterans Administration Lakeside Hospital), Чикаго.
З 1989 по 1991 рік Майкл Барратт стажувався з аерокосмічної медицини в університеті Дейтона (англ. Wright State University).

## Робота в НАСА
З травня 1991 року по липень 1992 року Барратт працював у відділі підтримки життєзабезпечення (англ. Health Maintenance Facility Project) розробником підсистем тиску і вентиляції для космічної орбітальної станції «Свобода» (англ.  «Freedom») в  в КЦ ім. Ліндона Джонсона. З липня 1992 року по січень 1994 року працював хірургом у відділі медичного забезпечення польотів шаттла.
У липні 1993 р. Барратт, в числі перших американців (три представника НАСА), був свідком повернення космічного корабля космічного корабля "Союз —  ТМ-16 « (необхідно було оцінити можливості» Союзів "для процедури повернення екіпажів МКС). З початку 1994 року, протягом 12 місяців, Барратт працював в  Центрі підготовки космонавтів ім. Ю. А. Гагаріна по спільній американо-російської космічної програмі "Мир — Шаттл.
З липня 1995 року по липень 1998 року Барратт очолював відділ медичного забезпечення МКС, займався розробкою вимог до медичного обладнання для МКС, включаючи узгодження медичних вимог і стандартів всіх партнерів МКС. З липня 1998 року (до свого зарахування в загін NASA) Майкл був хірургом першого екіпажу МКС.
Майкл Барратт є пілотом-любителем, має ліцензію НАСА і кваліфікацію для польотів на T38 «Телон».

### Космічна підготовка
26 липня 2000 року Майкл Барратт був зарахований до загону астронавтів 18-го набору, і після закінчення повного курсу космічної підготовки (ОКП), отримав кваліфікацію спеціаліста польоту і призначення в Відділення управління станції Відділу астронавтів (англ. Astronaut Office Station Operations Branch), де до призначення в екіпаж працював на різних технічних посадах.
З  29 по 31 січня 2006 року Барратт у складі умовного екіпажу, разом з Олегом Артем'євим і  Сандрою Магнус, брав участь у дводобових іспиті на вміння вижити в безлюдній місцевості у разі  аварійної посадки спускного апарата (іспит проходив у лісах Підмосков'я).
13 лютого 2007 року Майкл був затверджений як дублер бортінженера корабля «Союз ТМА-13» та екіпажу 18-ї експедиції на МКС (старт яких був запланований на жовтень 2008 р.). У серпні 2007 року Барратт був призначений в основний екіпаж 19-ї експедиції на МКС (старт на кораблі «Союз ТМА-14» у березні 2009 р.), а 12 лютого 2008 року затверджений офіційно.
18 — 19 вересня 2008 в ЦКП (разом з  Геннадієм Падалкою і  космічним туристом Ніком Галі) Майкл здав передпольотний іспит як дублюючий екіпаж  «Союзу ТМА-13».  3 — 4 березня 2009 Майкл Барратт, Геннадій Падалка і Чарльз Сімоні (сьомий космічний турист) здали передпольотний іспит як основний екіпаж відвідування.

### Перший політ
26 березня 2009 року Майкл Барратт стартував у свій перший космічний політ, як бортінженер корабля «Союз ТМА-14» і бортінженера 19 і 20 основних експедицій МКС.
Під час польоту Барратт здійснив два  виходу у відкритий космос (обидва виходи в парі з Геннадієм Падалкою):
- 5 червня, тривалістю 5 годин 32 хвилини. Основними завданнями виходу були установка антен радіотехнічної системи « Курс» (блоки 4АО-ВКА, АР-ВКА і 2АР-ВКА) на зенітний порт службового модуля "Зірка "і підключення кабелів до них, з подальшим контролем установки[1].
- 10 червня, тривалістю 12 хвилин. Вході виходу була встановлена кришка на зенітному  стикувальному агрегаті перехідного відсіку службового модуля «Зірка» (тим самим був підготовлений причал для стиковки російського модуля МКС «Пошук»)[2].

11 жовтня 2009 року Барратт здійснив посадку на кораблі «Союз ТМА-14» разом з Геннадієм Падалкою і космічним туристом Гі Лаліберте.
Загальна тривалість польоту склала 198 діб 16 годин 42 хвилини і 22 секунди.

### Другий політ
19 вересня 2009 р. Майкл Барратт був призначений фахівцем польоту в екіпаж шаттла Діскавері STS-133, політ якого був запланований на 2010 рік. Запуск STS-133 відбувся 14 лютого 2011 року. Стиковка шатла з МКС здійснена 26 лютого. 7 березня шаттл відстикувався від МКС і відправився в автономний політ. Посадка шаттла Діскавері була проведена 9 березня на смугу 15 Космічного центру імені Кеннеді на мисі Канаверал. Тривалість польоту: 12 діб 19 годин 3 хвилини 53 секунди.

### Третій політ
4 березня 2024 року, Майкл Рід Барратт відправився в космос, як пілот на МКС в рамках місії SpaceX Crew-8. Запуск космічного корабля Crew Dragon з місією SpaceX Crew-8 здійснено за допомогою ракети-носія Falcon 9 зі стартового майданчика 39A Космічного центру імені Кеннеді НАСА в штаті Флорида (США). 5 березня корабель Crew Dragon причалив до вузлового модуля ««Гармонія» американського сегменту МКС. Станом на кінець червня 2024 року, продовжує виконувати завдання в ході місії.

## Нагороди
- Медаль «За заслуги в освоєнні космосу» (12 квітня 2011 а) - за великий внесок у розвиток міжнародного співробітництва в галузі пілотованої космонавтики [5]